# 満月のくちづけ
『満月のくちづけ』（まんげつのくちづけ）は、1989年4月8日に公開された、日本映画。監督は金田龍。VHSタイトルは『満月のくちづけ 女子校の怪談』。DVDタイトルは劇場公開タイトルと同じ『満月のくちづけ』。

## 概要
深津絵里の映画単独初主演作品。役名と同じ「高原里絵」名義で告知が行われ、同名義で挿入歌のCDの販売も行われたが、映画公開の日程が半年近くずれた事もあり、最終的には「深津絵里」名義で公開された。劇団スーパー・エキセントリック・シアター座長の三宅裕司が製作総指揮を務め、三宅本人の他、当時同劇団の看板俳優のひとりだった寺脇康文と小倉久寛も出演した。

## キャスト
- 高原里絵 - 高原里絵（深津絵里）
- 沢田教諭 - 寺脇康文
- 結城智子 - 松村亜希子
- 平野麻美 - 川嶋朋子
- 本田悦子 - 山本照美
- 高原瞳 - 池内心
- クラスメート - 西條紀子
- ボーイフレンド・誠 - 塩ノ谷和康
- ボーイフレンド・Ａ - 川添法臣
- ボーイフレンド・Ｂ - 鶴田史郎
- 英語教師 - 山崎大輔
- 社会科教師 - 八木橋修
- 吉田真弓 - 今村明美
- 山岸日出子 - 三谷悦代
- 岡田校務員 - 小倉久寛
- 新聞拡張員 - 三宅裕司

## スタッフ
- 監督 - 金田龍
- スーパーバイザー - 津島秀明
- 脚本 - 福士俊哉、金田龍
- 製作総指揮 - 三宅裕司
- 企画 - 渡辺正憲
- 製作 - 大里洋吉、山本久、出口孝臣、内藤栄一
- プロデューサー - 渡辺正憲、飯島茂
- 撮影 - 斎藤正広
- 美術 - 丸尾知行
- 音楽 - 小六禮次郎
- 主題歌 - 深津絵里 「マリオネット・ブルー」
- 録音 - 深田晃
- 照明 - 石垣悟
- 編集 - 菊池純一
- 助監督 - 森谷晁育
- スチール - 竹内健二
- 音響効果 - 福島幸雄
- 製作 - アミューズ・シネマシティ、アミューズ・アメリカ
- 配給 - 東宝

## 受賞歴
- ローマ国際ファンタスティック映画祭（1989年）
  - 女優賞 - 深津絵里
- 第13回日本アカデミー賞（1990年）
  - 新人俳優賞 - 深津絵里